# Begonia longialata
Espèce

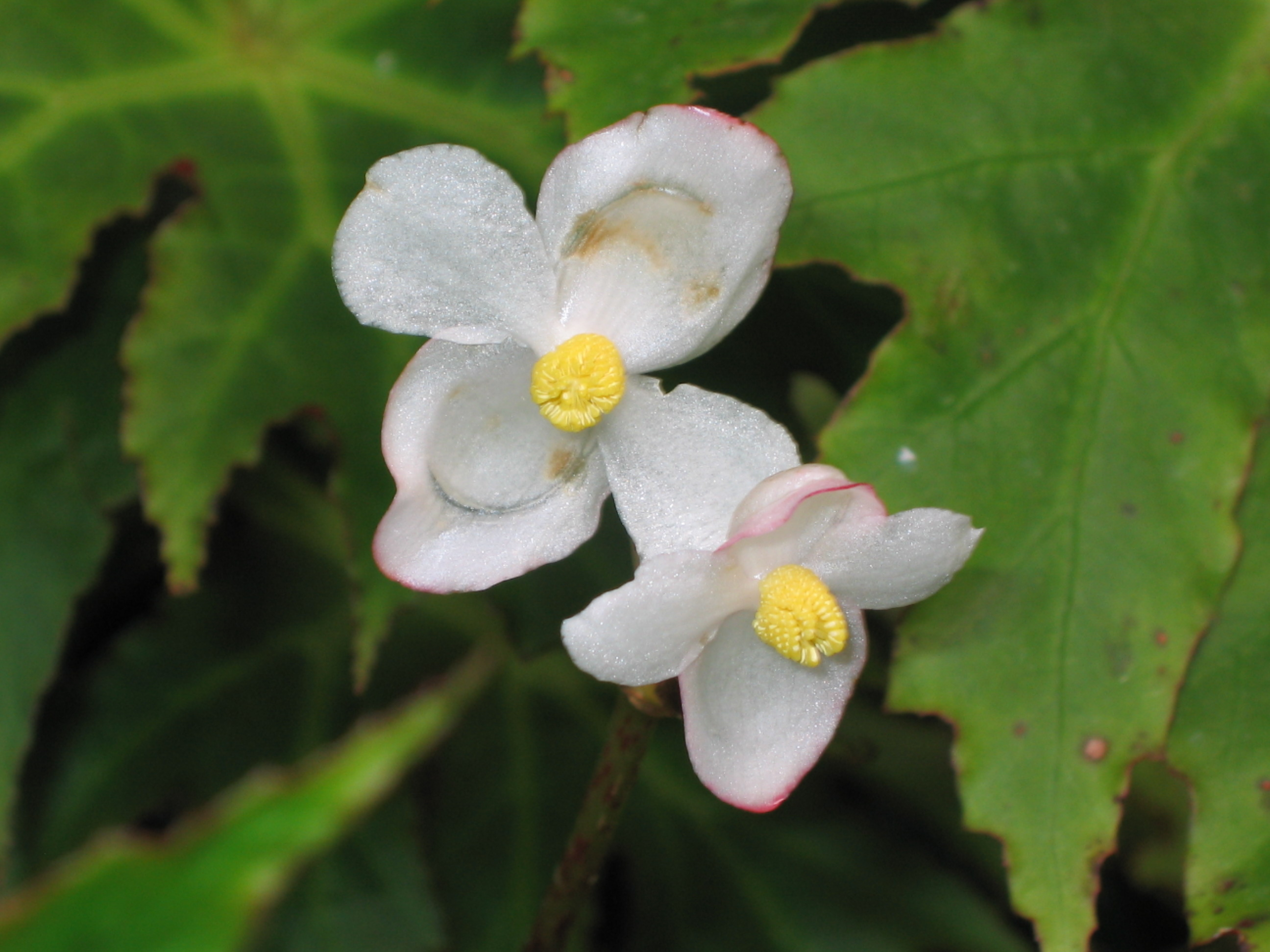

Begonia longialata est une espèce de plantes de la famille des Begoniaceae.
L'espèce fait partie de la section Platycentrum.
Elle a été décrite en 2000 par Kai Yun Guan et Dai Ke Tian.

## Répartition géographique
Cette espèce est originaire du pays suivant : Chine.